# Acalypha leonii
Acalypha leonii é uma espécie de flor do gênero Acalypha, pertencente à família Euphorbiaceae.